# 小倉・高田の55BOYS
OGURA & TAKADA 55BOYS ～大人の道楽～は、2002年7月から12月までテレビ東京深夜の『スポパラ』火曜枠で放送されていたテレビ番組。小倉智昭と高田純次の冠番組。

## 概要
小倉智昭、高田純次が互いの趣味を語り合う番組。その内容はブランドに関するマニアックな情報に始め、若者代表として出演している水野裕子が挙げる素朴な疑問や興味にも答えていくなど色んな人が楽しめる内容となっていた。
タイトルの「55」とは小倉・高田の放送当時の年齢である。

## 放送時間
- 毎週火曜0:04 - 0:45

## 出演者
- 小倉智昭
- 高田純次
- 水野裕子